# Maddison-Lee Wesche
Maddison-Lee „Maddi” Wesche (ur. 13 czerwca 1999 w Auckland) – nowozelandzka lekkoatletka specjalizująca się w pchnięciu kulą, olimpijka (2021, 2024).
W 2018 roku zdobyła w Tampere tytuł mistrzyni świata juniorek w pchnięciu kulą (z wynikiem 17,09). W 2019 zwyciężyła w rozegranych w Townsville mistrzostwach Oceanii (z wynikiem 18,04). W 2022 wystąpiła na mistrzostwach świata w Eugene, gdzie uplasowała się na 7. miejscu. W tym samym roku została brązową medalistką igrzysk Wspólnoty Narodów w Birmingham. Rok później była siódma na światowym czempionacie w Budapeszcie.
Uczestniczka igrzysk olimpijskich w Tokio (2021) – w finale zajęła 6. miejsce z wynikiem 18,98, natomiast trzy lata później w Paryżu została wicemistrzynią olimpijską.
Pięciokrotna mistrzyni Nowej Zelandii w pchnięciu kulą (2017, 2019, 2022–2024).
Rekordy życiowe w pchnięciu kulą:
- stadion – 19,86 (9 sierpnia 2024, Paryż)
- hala – 19,62 (1 marca 2024, Glasgow)

## Osiągnięcia
| Rok  | Impreza                               | Miejsce    | Konkurencja    | Lokata       | Wynik |
| ---- | ------------------------------------- | ---------- | -------------- | ------------ | ----- |
| 2015 | Mistrzostwa świata juniorów młodszych | Cali       | pchnięcie kulą | kwalifikacje | 15,23 |
| 2016 | Mistrzostwa świata juniorów           | Bydgoszcz  | pchnięcie kulą | kwalifikacje | 13,79 |
| 2017 | Mistrzostwa Oceanii                   | Suva       | pchnięcie kulą | 1. miejsce   | 15,27 |
| 2018 | Mistrzostwa świata juniorów           | Tampere    | pchnięcie kulą | 1. miejsce   | 17,09 |
| 2019 | Mistrzostwa Oceanii                   | Townsville | pchnięcie kulą | 1. miejsce   | 18,04 |
| 2019 | Uniwersjada                           | Neapol     | pchnięcie kulą | 6. miejace   | 17,22 |
| 2019 | Mistrzostwa świata                    | Doha       | pchnięcie kulą | kwalifikacje | 17,22 |
| 2021 | Igrzyska olimpijskie                  | Tokio      | pchnięcie kulą | 6. miejsce   | 18,98 |
| 2022 | Mistrzostwa świata                    | Eugene     | pchnięcie kulą | 7. miejsce   | 19,50 |
| 2022 | Igrzyska Wspólnoty Narodów            | Birmingham | pchnięcie kulą | 3. miejsce   | 18,84 |
| 2023 | Mistrzostwa świata                    | Budapeszt  | pchnięcie kulą | 7. miejsce   | 19,51 |
| 2024 | Halowe mistrzostwa świata             | Glasgow    | pchnięcie kulą | 4. miejsce   | 19,62 |
| 2024 | Igrzyska olimpijskie                  | Paryż      | pchnięcie kulą | 2. miejsce   | 19,86 |
| 2025 | Halowe mistrzostwa świata             | Nankin     | pchnięcie kulą | 15. miejsce  | 16,52 |